# Сан-Доменико-Маджоре (Неаполь)

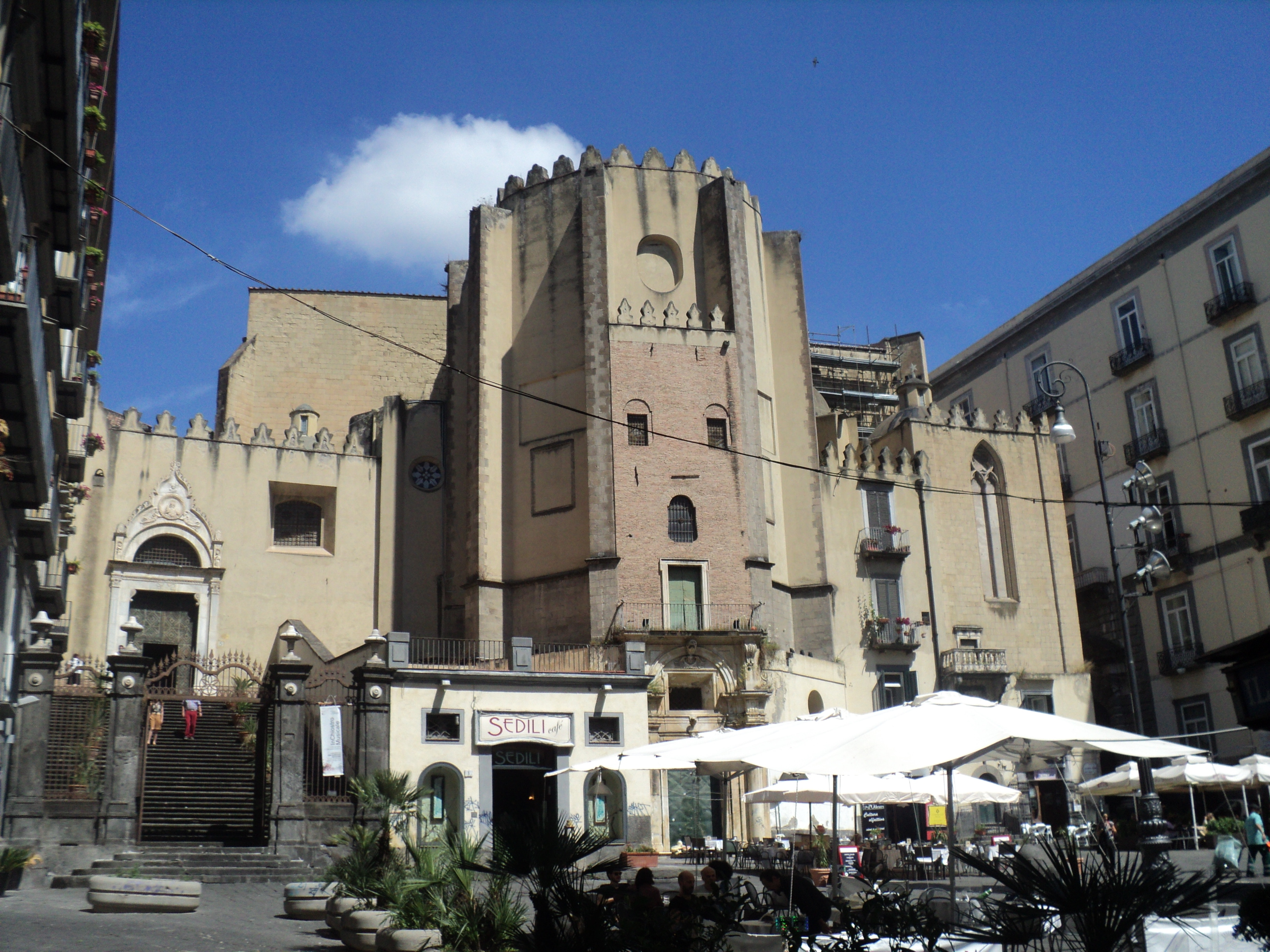
Церковь Сан-Доменико-Маджоре. Вид с одноимённой площади

Сан-Доме́нико-Маджо́ре (итал. La basilica di San Domenico Maggiore букв. — Большая церковь Святого Доминика) — церковь в историческом центре Неаполя, одна из наиболее значительных достопримечательностей современного города. Является частью бывшего (и более старого, чем церковь) доминиканского монастыря. Необычно расположение церкви: апсидой она выходит к одноимённой площади, а её скрытый от глаз фасад обращён к одноимённому переулку.

## История
Строительство храма было начато по заказу неаполитанского короля Карла II Анжуйского по обету, данному Магдалине во время заключения, перенесённого во время «сицилийской вечерни». Работы начались в 1283 году и закончились в 1324 году при участии на завершающем этапе французских архитекторов Пьера де Шоля (Pierre de Chaul) и Пьера д’Анжикура (Pierre d’Angicourt).
Освящение базилики Сан-Доменико произошло в 1255 году по велению папы Александра IV, о чём свидетельствует мемориальная доска, установленная справа от главного входа. Вскоре церковь приобрела значение центрального храма ордена доминиканцев и арагонской знати Неаполитанского королевства. На протяжении веков с храмом были связаны известные люди. На территории монастыря Сан-Доменико в XIII—XVI веках находился Неаполитанский университет, в 1239—1244 годах в нём учился и принял решение стать доминиканцем Фома Аквинский, его реконструированную келью можно посетить и в наше время. Позже знаменитыми выпускниками университета были поэт Джованни Понтано, философы Джордано Бруно и Томмазо Кампанелла.
Значительные утраты храм претерпел в период наполеоновской оккупации. Дальнейший ущерб комплексу был нанесён в период подавления религиозных орденов, когда отцам-доминиканцам пришлось снова покинуть монастырь (1865—1885). В зданиях монастыря размещались спортивные залы, школы, приют для нищих и зал суда.
Очередная реконструкция храма произошла в XIX веке под руководством архитектора Ф. Травальини, которая привела к существенному искажению внутреннего пространства. В феврале 1921 года папа Бенедикт XV возвёл церковь в ранг малой базилики.
Здание сильно пострадало во время бомбардировки союзников в 1943 году, что привело к необходимости новой реставрации в 1953 и 1991 годах. Орган церкви, сконструированный в 1715 году Фабрицио Чимино, был реконструирован в 1973 году.
Реставрации 1953 года устранили следы бомбардировок 1943 года — были восстановлены кессонный потолок, крыши, балюстрады капелл, полы. Также в ходе работ были выявлены фрески Пьетро Каваллини.

## Архитектура и живопись
Церковь представляет собой типичный образец готико-анжуйской архитектуры. Вначале здание было построено в стиле готики с тремя нефами, боковыми капеллами, просторным трансептом и полигональной апсидой. В XVII—XVIII веках храм был перестроен (при участии архитектора Д. А. Ваккаро) в соответствии с господствовавшим в то время барочным стилем.
В интерьере примечательны капелла Бранкаччо (кардинала в 1294—1312 годах), с фресками Пьетро Каваллини, выполненными по заказу кардинала в 1309 году. В капелле Борромео помимо картины с изображением кардинала находится живописное произведение «Крещение Христа» художника-маньериста Марко Пино. Малая капелла Распятия (Cappellone del Crocefisso) расписана художником XVI века Белизарио Коренцио на сюжет «Поклонение волхвов» (1591).
В храме также расположены многочисленные капеллы с усыпальницами знатных представителей аристократических родов Карафа, Рота, Пинелли, Капече и других. В сакристии храма (справа от алтаря) покоятся останки 45 членов арагонской династии (в том числе короля Фердинанда I), а также магистра доминиканского ордена, блаженного Раймонда Капуанского. В сокровищнице церкви (итал. Sala del Tesoro) демонстрируются реликвии из золота и серебра, дорогие облачения доминиканских епископов, которые ныне используются в торжественных случаях и праздничных культовых процессиях.
В церкви Сан-Доменико-Маджоре в 1586 году по благословению папы Сикста V состоялось венчание Марии д’Авалос и Карло Джезуальдо, впоследствии, в 1590 году, убитой им вместе с её любовником, графом Фабрицио Карафой. Мария д’Авалос изображена на картине «Vergine col Bambino su un trono e i Santi Domenico, Caterina e Martino» (крайняя справа вверху) фламандца Корнелия Семета (Cornelis Semet), которая находится в родовой капелле семьи Карафа, или Капелле Святого Мартина (Cappella di san Martino).
Находившиеся в церкви особо ценные произведения живописи: картины Караваджо («Бичевание Христа») и Тициана («Благовещение») были переданы в Национальную картинную галерею Каподимонте. «Мадонна с рыбой» Рафаэля в XIX веке была передана в музей Прадо, где находится и поныне. Картина «Мадонна с Младенцем и Святым Фомой Аквинским» Луки Джордано была из церкви украдена.

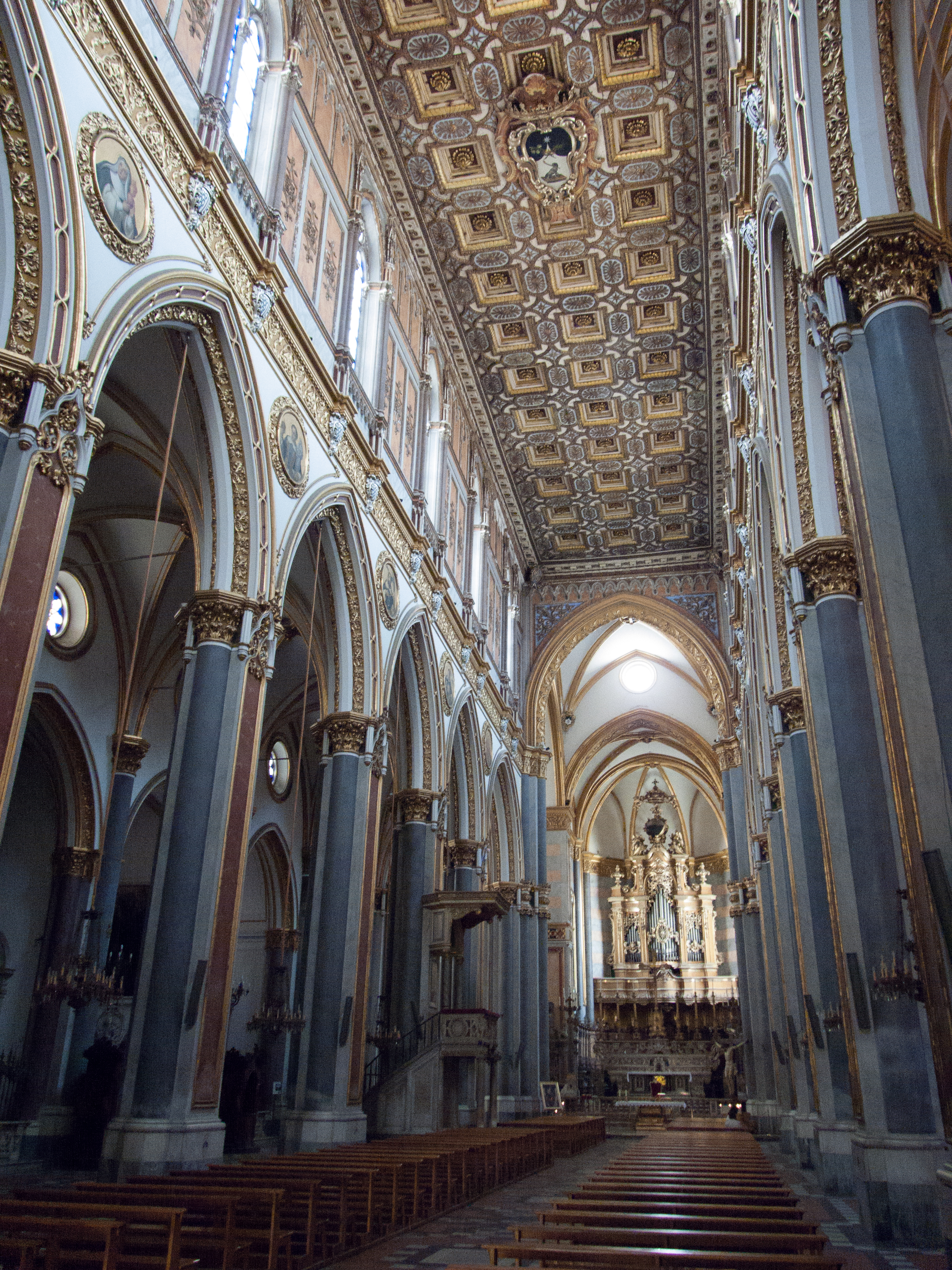
Главный неф
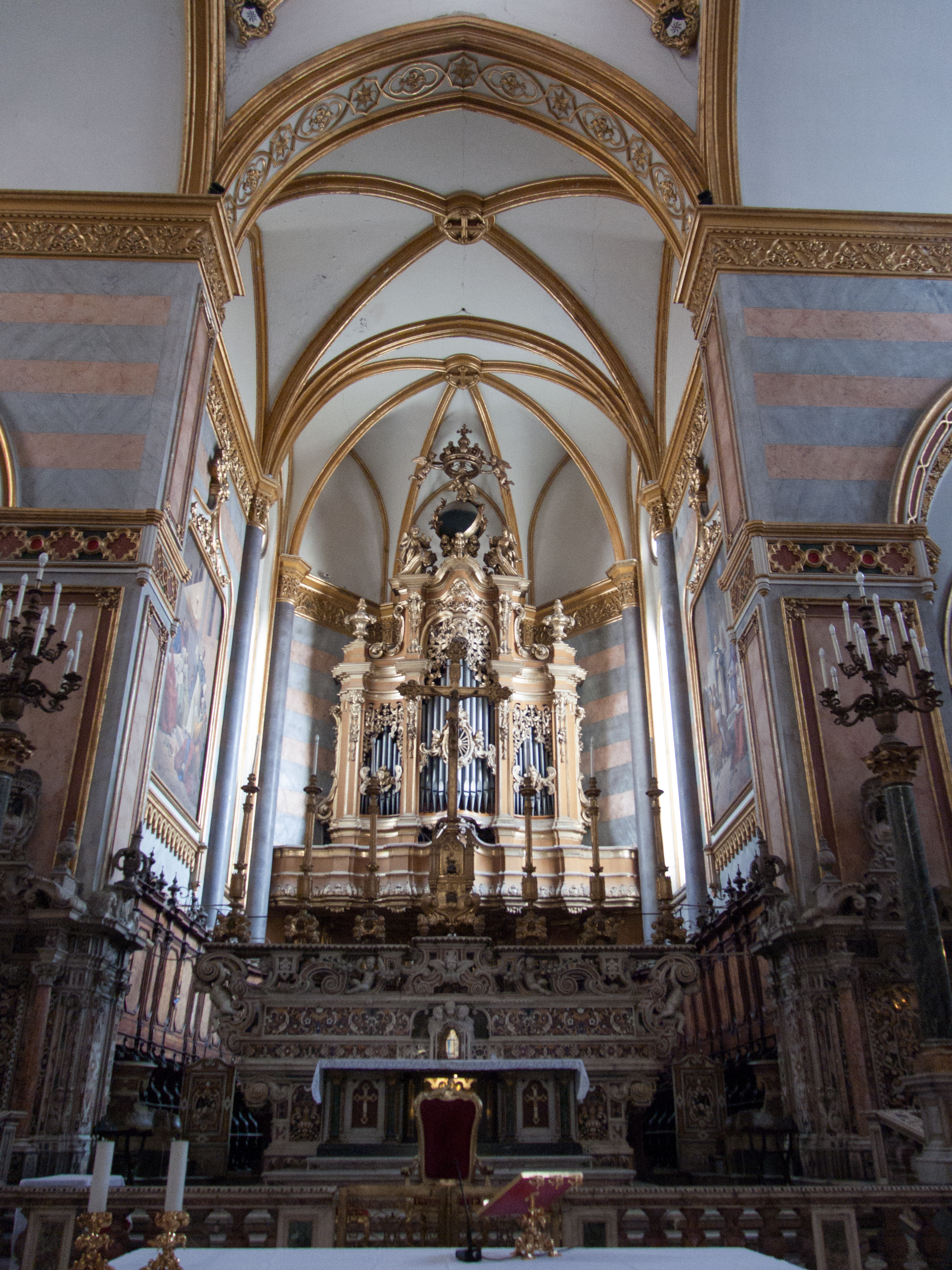
Апсида
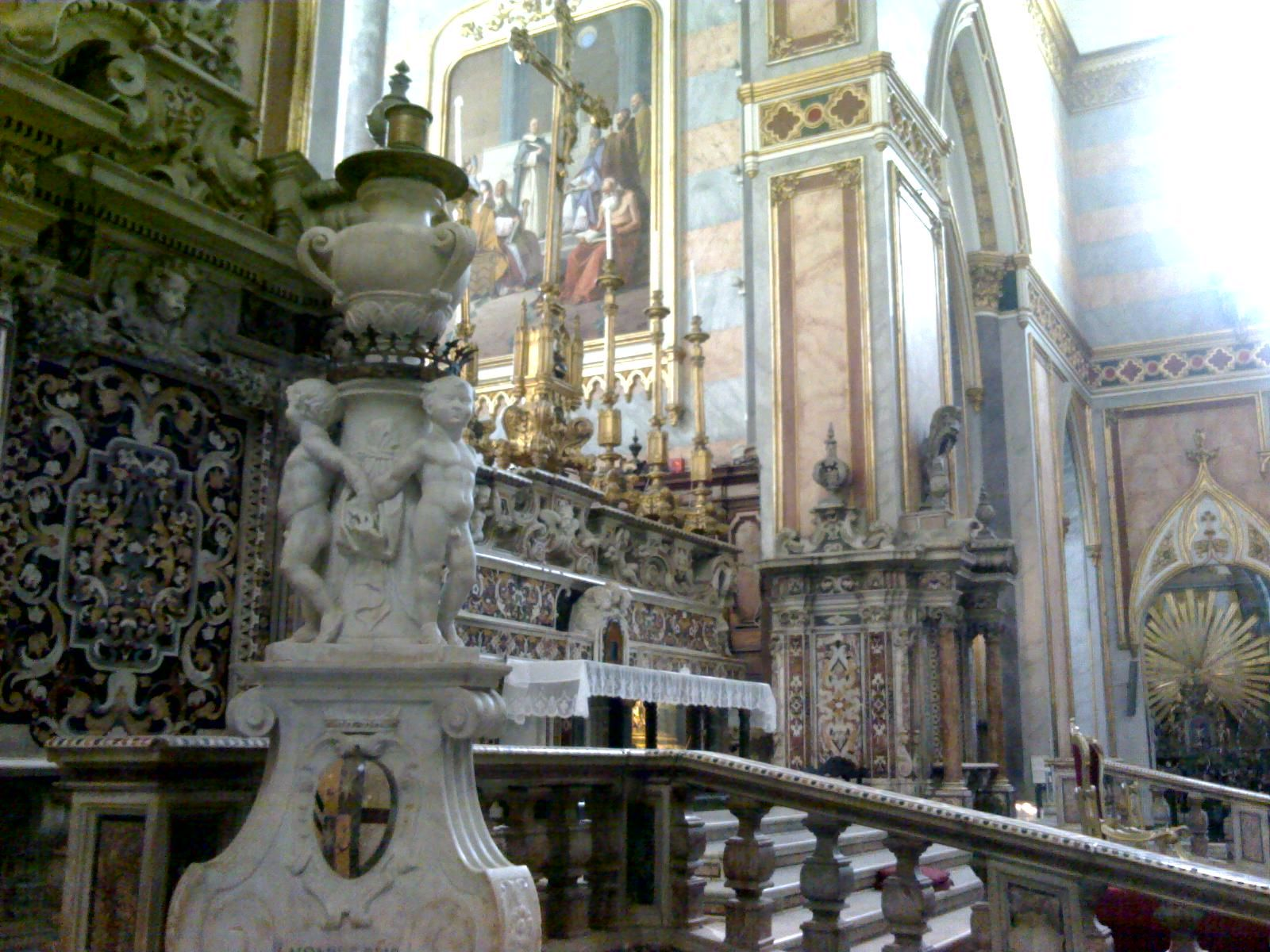
Главный алтарь. Вид из пресбитерия
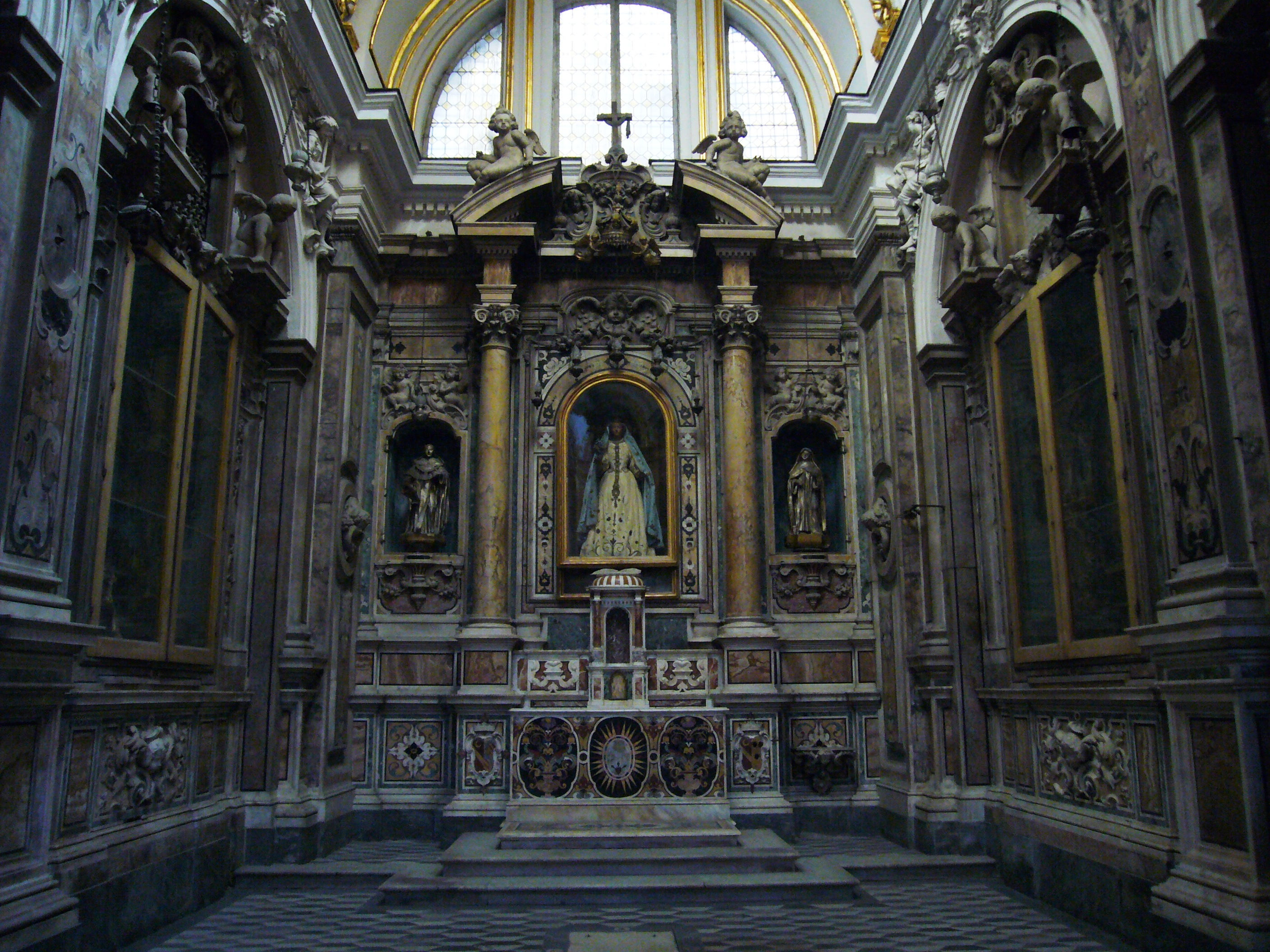
Капелла Мадонны ди Андреа
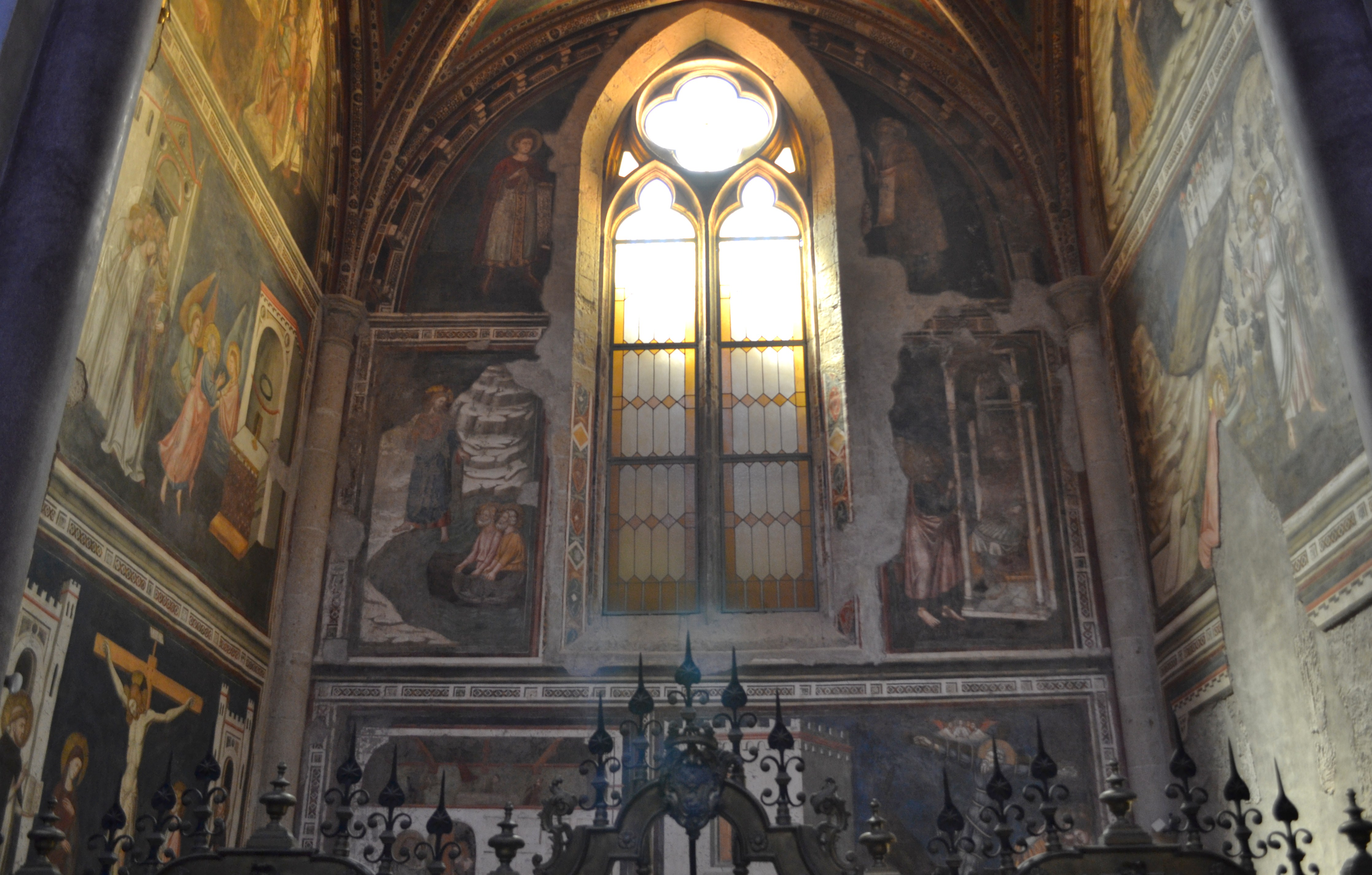
Капелла Бранкаччо. Фрески П. Каваллини. 1309
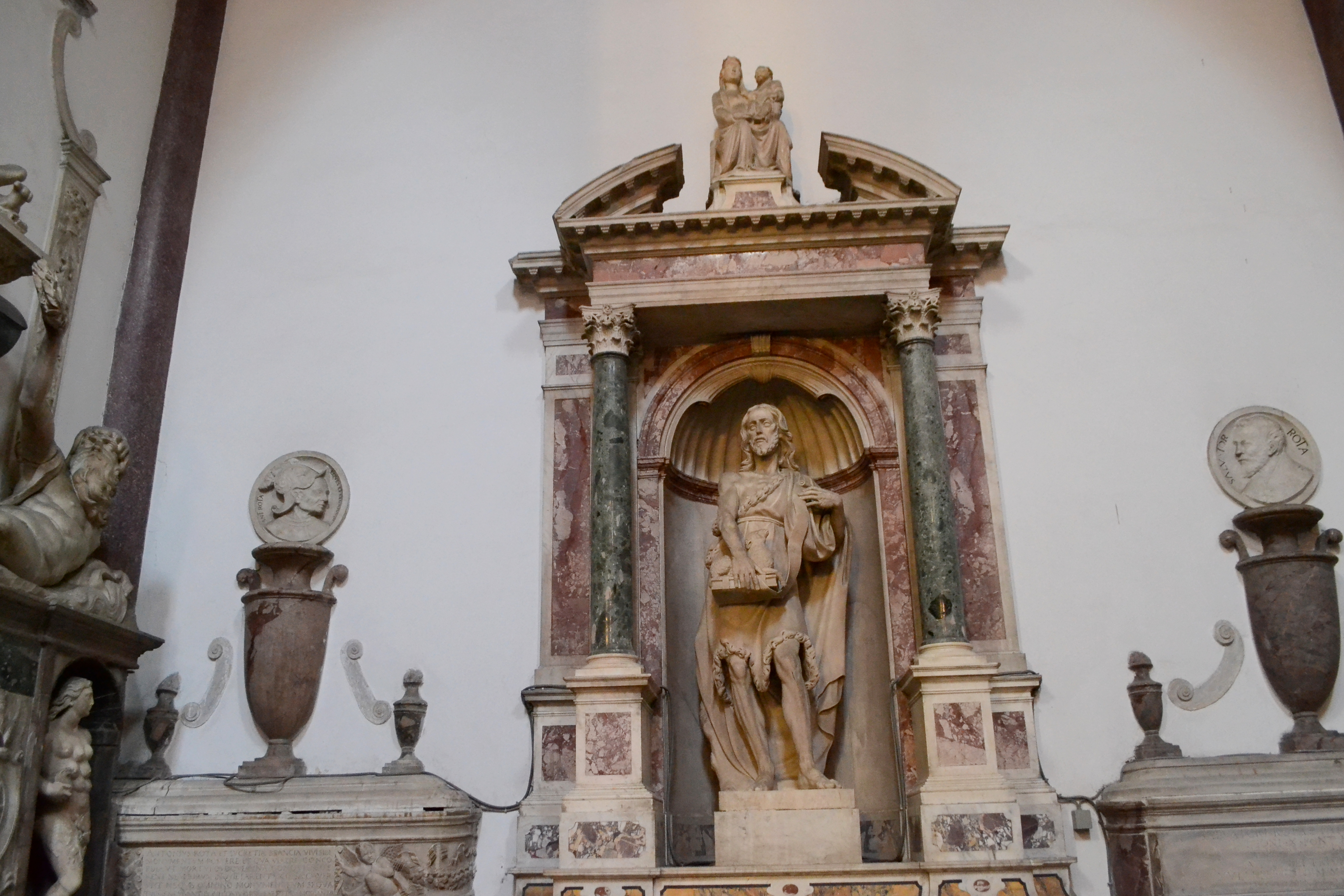
Капелла Святого Иоанна Крестителя
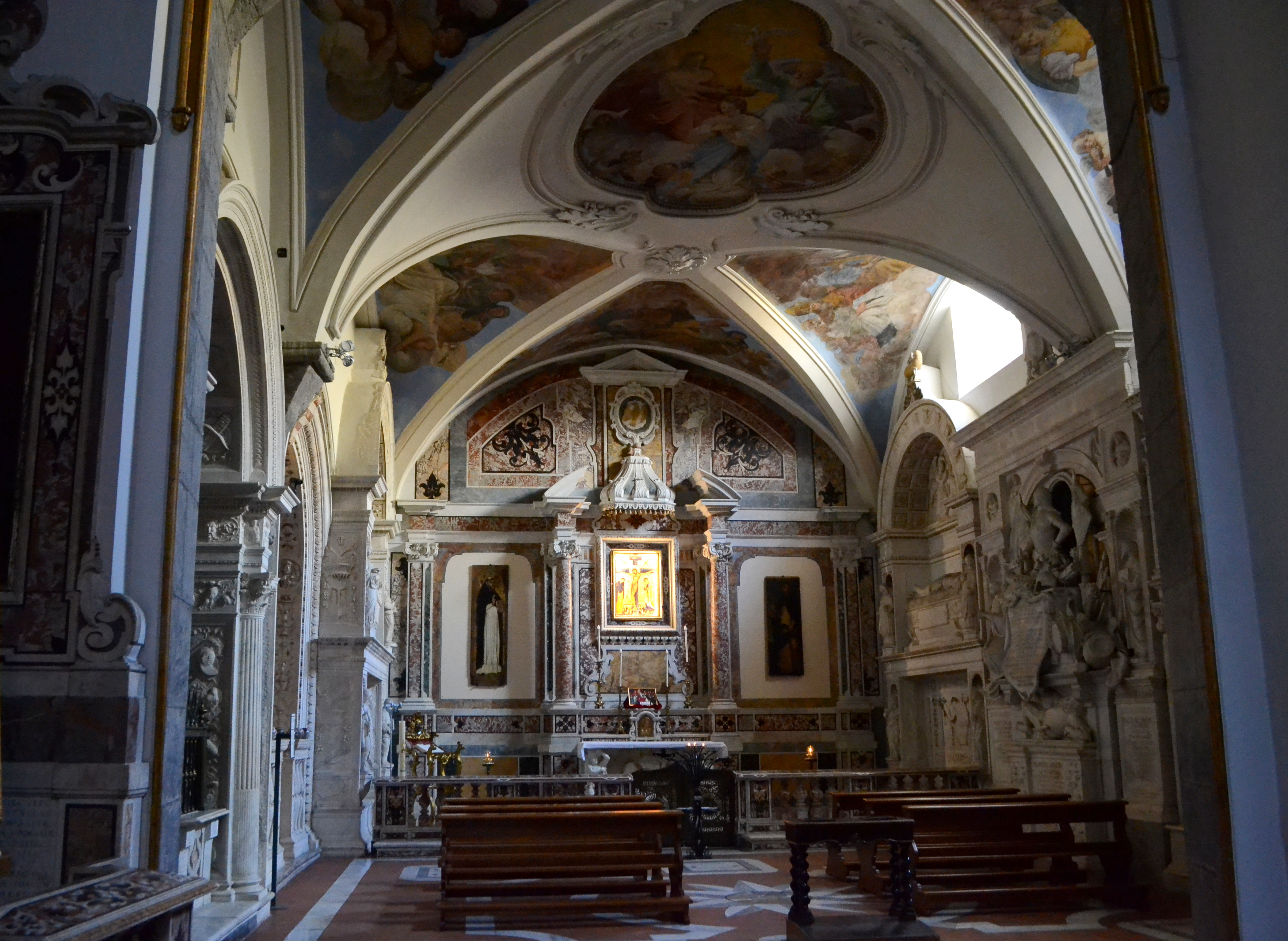
Малая капелла Распятия
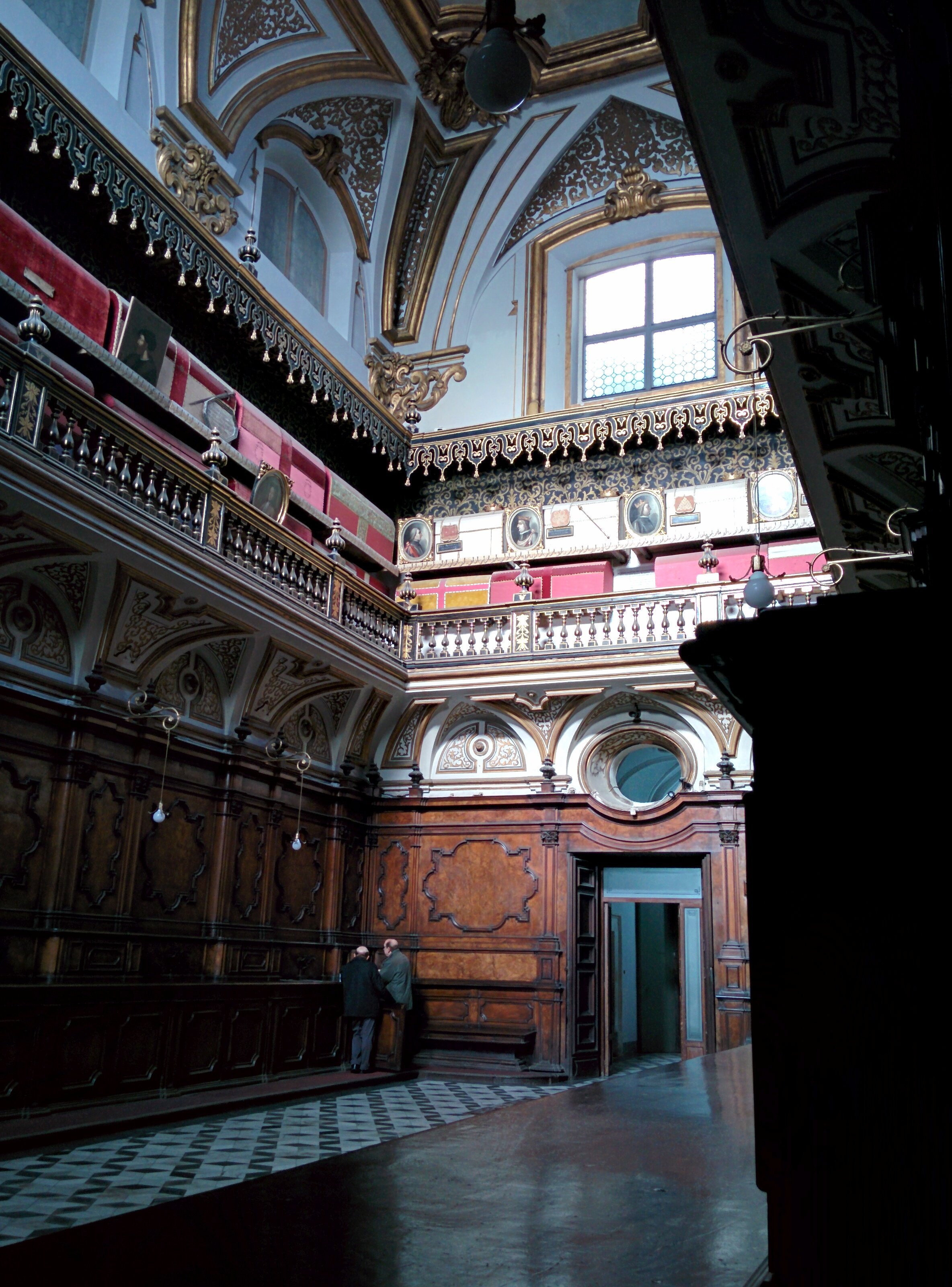
Захоронения членов арагонской королевской семьи на верхней галерее